# Nunatak (banda de España)
Nunatak es un grupo de música español de folk rocképico originario de Cartagena (Murcia) fundado en 2012. Está formado por Adrián Gutiérrez (guitarra, ukelele y voz), Alex Dumdaca (batería, percusión y voz), Gonzalo Ruiz (guitarra y voz), Fernando Besada (bajo y teclados), y Pedro Hernández (chelo y teclados).

## Historia
El nombre del grupo, Nunatak, en su sentido geográfico, es un pico de montaña rodeado completamente por hielo y que en las épocas más frías de las glaciaciones servían como reserva para la vida; semillas, esporas...que permanecían en estas cimas protegidas hasta que las nieves bajaban, se activaban y repoblaban estas zonas colindantes. Esta idea de esperanza y de vida, fue la que enamoró e inspiró a los miembros de Nunatak cuyo origen tuvo lugar en una habitación de un piso del Barrio del Carmen, en Murcia, cuando Adrián Gutiérrez (guitarra, ukelele y voz), mientras estudiaba la carrera de Ciencias Ambientales, y su compañero de piso empezaron a componer los primeros temas del grupo.
Nunatak se dio a conocer en septiembre de 2012 gracias a su participación en el festival Lemon Pop con su primer EP auto-editado y a firmar por el sello "Son Buenos". Con la gran acogida por parte del público y de medios especializados como Capitán Demo, Muzicalia, Turbo 3, El Mundo de Tulsa, etc. fueron seleccionados entre 51 bandas de la Región de Murcia para participar en el proyecto BIG UP!, como la banda emergente de mayor proyección fuera de su región, que les llevó a estar presentes en el Live Sessions Day de Lérida y a encabezar el ranking de los mejores Demos del Sur en 2013 en Mondosonoro. En 2014, la banda cartagenera sacó a la luz su primer disco debut "Nunatak y las luces del bosque" grabado por Antonio Illán en los estudios MIA y con sencillos como "Soy viento, soy fuego" o "La cuarta dimensión". Nunatak decidió apostar por la teatralidad coral que supuso la incorporación de cuerdas, percusiones o teclados. En 2015, el grupo cartagenero tuvo la ocasión de tocar en uno de los festivales más famosos de España; el FIB de Benicàssim.
En noviembre de 2016, Nunatak sacó su segundo disco "Nunatak y el pulso infinito" con canciones como "El grito", "Solos" o "La primera luz". Además, el grupo puso en marcha la iniciativa Entrada Verde durante la gira del disco que tuvo un sobrecoste de 2 euros adicionales sobre la entrada normal. La recaudación fue destinada a restaurar y conservar una de las joyas del litoral del sureste: el Mar Menor, el cual tras años de explotación, contaminación y malas políticas se encuentra en una situación crítica.
En 2017, participaron en el Latin Alternative Music Conference de Nueva York con Sounds of Spain. También, hicieron una gira por Alemania con Artista en Ruta.
En marzo de 2018, sacan "Nunatak y el tiempo de los valientes", por Warner Music Spain / DRO, su tercer disco, con sencillos como "Aún respira", "Romper el cielo" y "Nadie nos va a salvar".
Grabado en los estudios AMA por el productor Raul de Lara, que graba produce y mezcla el disco siendo masterizado por Antonio Navarro (Eriatarka Mastering).
Con este disco, Nunatak ha tenido la oportunidad de tocar en festivales como SanSan Festival o Let's Festival. Además, durante todo el año 2018, el grupo cartagenero estará en varios de los festivales de música más importantes de España como lo son WAM Estrella Levante, Bilbao BBK Live, Sonorama Ribera o el FIV de Vilalba, ganando el galardón de mejor disco de Pop en los Premios de la Música de la Región de Murcia.
El 25 de octubre de 2019 sale publicado "Nunatak y las flores salvajes", cuarto disco, segundo de la mano de Warner Music Spain / DRO, con adelantos como "Todas las campanas", "Créeme",  "Quiero que arda" y "Mi gran virtud", siendo el sencillo cero del disco "Hijos de la tierra", canción muy especial porque conjuga el estilo más roquero de la banda, con la colaboración de los Auroros de Nuestra Señora del Rosario del Ricón de Seca, una hermandad religiosa con origen en los siglos XVI y XVII.
Nuevamente el disco es grabado en estudios AMA, por el productor Raul de Lara, que graba produce y mezcla el disco, siendo masterizado por Antonio Navarro (Eriatarka Mastering).
En la primavera de 2021 lanzaron sus "Sesiones salvajes", versionando tres de los temas de su último álbum:  "Mi gran virtud", con Víctor Cabezuelo (Rufus T. Firefly) y la producción de Brian Hunt; "Hijo de la Tierra", con David Ruíz (La M.O.D.A.) y la producción de Ale Acosta; y Silvina Moreno en "Quiero que arda".
En julio de 2021 presentaron el tema "Sol y sal", creado para apoyar la campaña de recogida de firmas de la Iniciativa Legislativa Popular del Mar Menor, contando con las colaboraciones de Miguel Ríos, Anni B Sweet, Nina de Juan (Morgan), Gabriel de la Rosa (Shinova), Sean Frutos (Second), Carlos Tarque, Rozalen, Antonio García (Arde Bogotá) y Fran Vicente (Ayoho) en las voces, David García, y Jana Novak en la parte musical, y la aportación de imágenes de Memorias Celuloides (Super8) y Unoaisaac (imágenes de las movilizaciones por el Mar Menor). La iniciativa, finalmente, recogió 640.000 adhesiones y fue aprobada en su tramitación parlamentaria.
En la primavera de 2023, celebrando sus diez años, presentan su quinto disco "Nunatak y la isla invisible", con la producción de Paco Loco. Para su lanzamiento adelantaron los temas "Cierra al salir", "Sigo corriendo" y "Lento y sucio".

## Miembros
- Adrián Gutiérrez - Guitarra, ukelele y voz
- Gonzalo Ruiz - Guitarra y voz
- Fernando Besada - Bajo
- Alex Dumdaca - Batería, percusión y voz
- Pedro Hernández - Chelo, teclados y voz

## Exmiembros
- José Manuel Lucas - Trompeta, teclados y voz

## Discografía

### EP
- Nunatak EP (auto-editado, 2012)

### Álbumes
- Nunatak y las luces del bosque (Nunatak / Son Buenos, Warner Music Spain, 2014)
- Nunatak y el pulso infinito (Nunatak / Son Buenos, Warner Music Spain, 2016)
- Nunatak y el tiempo de los valientes (Warner Music Spain / DRO, 2018)
- Nunatak y las flores salvajes (Warner Music Spain / DRO, 2019)
- Nunatak y la isla invisible (Nunatak / Altafonte, 2023)

Singles
- Sol y sal (Warner Music Spain /DRO, 2021)
- Verte tan bien (Nunatak/Altafonte, 2022)